# Landfjärden
Landfjärden – miejscowość (tätort) w Szwecji, w regionie administracyjnym (län) Sztokholm, w gminie Nynäshamn.
Według danych Szwedzkiego Urzędu Statystycznego liczba ludności wyniosła: 277 (31 grudnia 2015), 286 (31 grudnia 2018) i 284 (31 grudnia 2019).